# Nicola Abbagnano
Nicola Abbagnano (Salern, 15 de juliol de 1901 - Milà, 9 de setembre de 1990) va ser un filòsof italià, un dels principals representants de l'existencialisme tot adaptant principis del pragmatisme i l'utilitarisme.

## Biografia
Nascut a Salern, en una família de la burgesia intel·lectual salernitana, es va doctorar en filosofia a Nàpols el 1922. Va ser professor d'història i filosofia del Liceu Umberto I de Nàpols fins al 1927, i després a l'Istituto di Magistero Suor Orsola Benincasa fins al 1936. En aquest període va col·laborar també amb la revista Logos. Va ensenyar a la Universitat de Torí com a professor d'història de la filosofia (1936 - 1976). El 1964 va iniciar la seva col·laboració amb La Stampa. El 1972 es va traslladar a Milà on va col·laborar amb Il Giornale d'Indro Montanelli, assumint durant prop d'un any el càrrec d'assessor de la cultura de l'Ajuntament de Milà. Va morir a Milà, per causes naturals.

## Obres
- Le sorgenti irrazionali del pensiero (1923)
- Il problema dell'arte (1925)
- Il nuovo idealismo inglese e americano (1927)
- La filosofía di E. Meyerson e la lógica dell'identità (1929)
- Guglielmo d'Ockham (1931)
- La nozione del tempo secondo Aristotele (1933)
- La física nuova (1934)
- Il principio della metafisica (1936)
- La struttura dell'esistenza (1939)
- Bernardino Telesio (1941)
- Introduzione all'esistenzialismo (1942)
- Storia della filosofía (3 vol., 1946-1950)
- Filosofía religione scienza (1947)
- Esistenzialismo positivo (1948)
- Possibilità e libertà (1956)
- Problemi di sociologia (1959)
- Dizionario di filosofia (1961)
- Pro e contro l'uomo (1968)
- Fra tutto e il nulla (1973)
- Questa pazza filosofía, ovvero l'io prigioniero (1979)
- La saggezza della vita (1985)
- La saggezza della filosofía (1987)
- Ricordi di un filosofo (1990)